# Carl Conjola
Carl Conjola (né le 5 février 1773 à Mannheim et mort le 19 novembre 1831 à Munich) est un peintre bavarois de paysages.

## Galerie

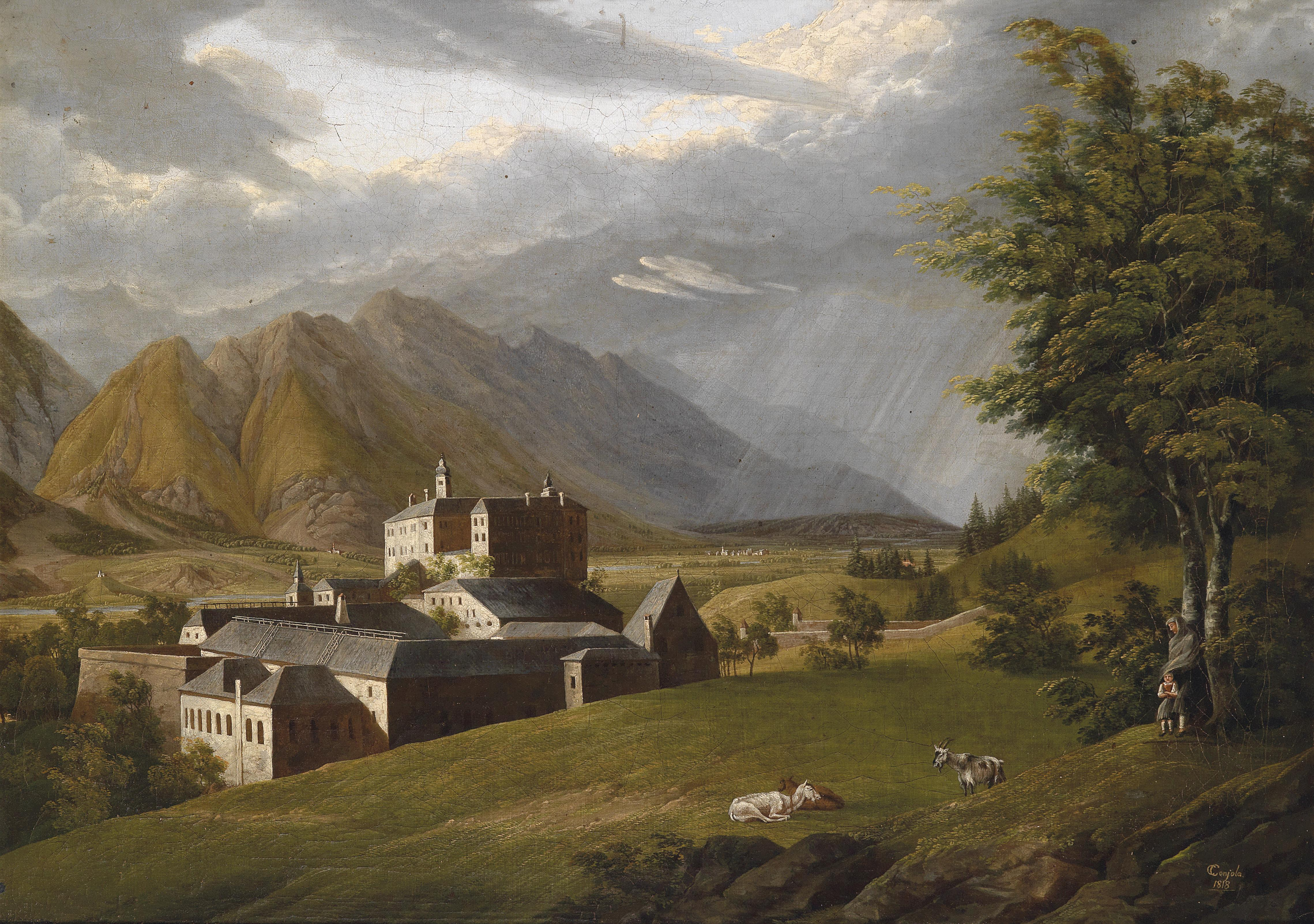
Château d'Ambras (1818)
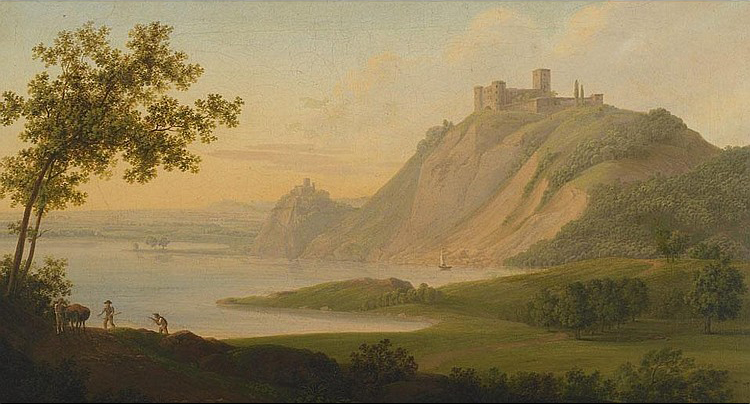